# Кальбуко
Кальбуко (ісп. Calbuco) — місто в Чилі. Адміністративний центр однойменної комуни. Населення — 12 165 осіб (2002). Місто і комуна входить до складу провінції Ллянкіуе і регіону Лос-Лагос.
Територія комуни — 590,8 км². Чисельність населення — 33 881 осіб (2007). Щільність населення — 57,35 чол./км².

## Розташування
Місто розташоване за 35 км на південний захід від адміністративного центру регіону міста Пуерто-Монт.
Комуна межує:
- на півночі — з комуною Пуерто-Монт
- на сході — з комуною Уалаюе
- на заході — з комуною Маульїн

На півдні комуни розташована затока Анкуд.

## Демографія
Згідно з даними, зібраними під час перепису Національним інститутом статистики, населення комуни становить 33 881 чоловік, з яких 17 484 чоловіки та 16 397 жінок.
Населення комуни становить 4,26 % від загальної чисельності населення регіону Лос-Лагос. 63,6 % належить до сільського населення та 36,4 % — міське населення.